# アレン・ホルバー
アレン・ホルバー（Allen Holubar, 1888年8月3日 - 1923年11月20日）は、アメリカ合衆国の映画監督、俳優、脚本家、映画プロデューサーである。本名アレン・ジョゼフ・ホルバー（Allen Joseph Holubar）、アレン・J・ホルバー（Allen J. Holubar）、アラン・ホルバー（Alan Holubar）ともクレジットされた。

## 人物・来歴
1888年（明治21年）8月3日、アメリカ合衆国のカリフォルニア州サンフランシスコに「アレン・ジョゼフ・ホルバー」として生まれる。5人兄弟の長子である。
1912年（明治45年）7月22日、女優のドロシー・フィリップスと結婚、妻とともに、1913年（大正2年）、短篇映画に主演として登場し始める。
1916年（大正5年）、自作自演型の演出家として監督業に進出、同年、スチュアート・ペイトン監督の『海底六万哩』に出演、ネモ船長を演じ、同作は日本でも公開された。1917年（大正6年）にユニヴァーサル・フィルム・マニュファクチュアリング・カンパニー（現在のユニバーサル・ピクチャーズ）傘下のブルーバード映画で監督した『肉弾』、翌年の『愛の復活』も日本でも公開されたほか、多く日本で監督作が公開された。1917年、俳優業を引退、監督・プロデューサー業に専念した。
1923年（大正12年）11月20日、カリフォルニア州ロサンゼルス市で死去した。満35歳没。ハリウッド・フォーエヴァー墓地に眠る。

## おもなフィルモグラフィ
特筆のないものは監督のみである。下記はInternet Movie Databaseに記載されたもののすべてを網羅したが、初期短篇の出演作は資料が散逸しているものもある。
- A Wolf Among Lambs : 監督不明、1913年 - 主演「アラン・ホルバー」名義
- The Prophecy : 監督不明、主演ドロシー・フィリップス、1913年 - 出演
- Two Social Calls : 監督不明、共演ドロシー・フィリップス、1913年 - 主演
- Into the North : 監督セオドア・ホワートン、1913年 - 出演
- A Gentleman of Art : 監督スチュアート・ペイトン、1915年 - 出演「アレン・J・ホルバー」名義
- The House of Fear : 監督スチュアート・ペイトン、1915年 - 出演
- The Son of His Father : 監督不明、1915年 - 出演
- The Black Pearl : 監督スチュアート・ペイトン、1915年 - 出演
- The Bombay Buddha : 監督スチュアート・ペイトン、1915年 - 出演
- A Stool Pigeon's Revenge : 監督ジョン・G・ブライストーン、1915年 - 出演「アレン・J・ホルバー」名義
- Courtmartialed : 監督スチュアート・ペイトン、1915年 - 出演・役Jules Bleriat
- The Pursuit Eternal : 監督スチュアート・ペイトン、1915年 - 出演
- The White Terror : 監督スチュアート・ペイトン、1915年 - 出演・役Clifford Cole
- Conscience : 監督スチュアート・ペイトン、1915年 - 出演「アレン・J・ホルバー」名義・役Dave Wilson
- The Wrong Label : 監督クレム・イーストン、1915年 - 出演「アレン・J・ホルバー」名義
- The Eleventh Dimension : 監督クレム・イーストン、1915年 - 出演
- Behind the Curtain : 監督ヘンリー・オットー、1916年 - 出演「アレン・J・ホルバー」名義
- The Health Road : 1916年 - 監督・脚本・原作・出演「アレン・J・ホルバー」名義（監督デビュー）
- A Double Fire Deception : 1916年 - 監督・出演・役Gideon Gault
- Any Youth : 1916年 - 監督・脚本・出演
- The Phone Message : 1916年 - 監督・脚本・出演
- Ashes of Remembrance : 1916年 - 監督・脚本・出演
- Behind Life's Stage : 1916年 - 監督・脚本「アレン・J・ホルバー」名義
- The Shadow : 1916年 - 監督・出演「アレン・J・ホルバー」名義
- 『最後の人』 The Taint of Fear : 1916年 - 監督・脚本・出演
- 『海底六万哩』 20,000 Leagues Under the Sea : 監督スチュアート・ペイトン、1916年 - 出演・ネモ船長役
- Stronger Than Steel : 1916年 - 監督・脚本・出演
- The Prodigal Daughter : 1916年 - 監督・出演「アレン・J・ホルバー」名義
- 『夜半の怪』 Midnight : 1917年 - 監督・出演「アレン・J・ホルバー」名義
- 『霊か肉か』 Heart Strings : 1917年 - 監督・出演・役Dr. John McLean
- The Old Toymaker : 1917年 - 監督・脚本・出演「アレン・J・ホルバー」名義
- 『家なき児』 The War Waif : 1917年 - 監督・出演「アレン・J・ホルバー」名義
- Where Glory Waits : 1917年 - 監督・出演「アレン・J・ホルバー」名義
- 『愛の支配』 The Grip of Love : 1917年 - 監督・出演「アレン・J・ホルバー」名義
- 『肉弾』 Treason : 1917年 - 監督・主演・役Pettrus Baariot
- 『光栄の野』 The Field of Honor : 1917年 - 監督・出演「アレン・J・ホルバー」名義・役Wade Clayton
- The Double-Topped Trunk : 1917年 - 監督・出演「アレン・J・ホルバー」名義
- 『山家の縁』 The Reed Case : 1917年 - 監督・出演・役Jerry Brennon
- Sirens of the Sea : 1917年 - 監督・脚本（以降、監督業専念）
- 『恐怖の影』 Fear Not : 1917年
- 『愛の復活』 A Soul for Sale : 主演ドロシー・フィリップス、1918年 - 「アレン・J・ホルバー」名義
- 『抵当の妻』 The Mortgaged Wife : 主演ドロシー・フィリップス、1918年 - 監督・脚本
- 『街の物語』 The Talk of the Town : 1918年 - 監督・脚本
- 『君国の為に』 The Heart of Humanity : 1918年 - 監督・脚本
- 『幸福』 The Right to Happiness : 1919年 - 監督・脚本「アレン・J・ホルバー」名義
- 『黄金の花』 Paid in Advance : 1919年 - 監督・脚本
- 『一度は凡ての女に』 Once to Every Woman : 1920年 - 監督・原作・脚本
- 『男・女・結婚』 Man-Woman-Marriage : 1921年 - 監督・原作
- 『颱風の娘』 Hurricane's Gal : 1922年 - プロデューサー・監督・脚色
- 『男子怒れば』 Broken Chains : 1922年 - プロデューサー・監督
- 『雪国秘話』 Slander the Woman : 1923年 - プレゼンター・監督

## 関連事項
- ハリウッド・フォーエヴァー墓地 （en:Hollywood Forever Cemetery）

## 註
1. 1 2 3 4 5 6 7 8  Allen Holubar, Internet Movie Database （英語）, 2010年4月27日閲覧。
2. ↑  20,000 Leagues Under the Sea - IMDb（英語）, 2010年4月27日閲覧。
3. ↑  海底六万哩、allcinema ONLINE, 2010年4月27日閲覧。
4. ↑  『ブルーバード映画の記録』 : 製作・著・発行山中十志雄・塚田嘉信、1984年4月、p.60-63.
5. ↑  Allen Holubar, Find A Grave, 2010年4月27日閲覧。